# Aspiromitus schroederi
Aspiromitus schroederi là một loài rêu trong họ Anthocerotaceae. Loài này được Stephani Stephani mô tả khoa học đầu tiên năm 1916.